# Ефеська вечірня
Ефеська вечірня — бійня римлян та італіків в Малій Азії, вчинене за наказом Мітрідата VI після захоплення низки провінцій під час Першої мітрідатової війни. В результаті різанини загинуло до 100 тис. чоловік. У погромі активну участь взяло місцеве населення, яке бачило в римлянах представників чужоземної окупаційної влади. Крім Ефеса масові вбивства відбувалися в Адрамітіоне, Кавн, Пергамі і Тралла. Понтійський цар Мітрідат використовував конфісковані у загиблих римлян цінності для поповнення власної скарбниці. Настільки нечуваний злочин змусило римське суспільство згуртуватися і направити для боротьби з Понтійським царством об'єднану армію.

## Передумови
У І ст. до н. е. Рим проводив активну експансіоністську політику, захоплюючи і підкорюючи малі держави Середземномор'я. Римські та італійські лихварі активно почали прибирати до рук економіку Малої Азії, викликаючи тим самим сильну ненависть місцевого населення.
Однак, прагнення Рима встановити тотальний контроль над однією з найбагатших провінцій Малою Азією зіткнулося з наростаючими амбіціями царів Понтійського царства. У результаті, у 89 р. до н. е. розпочалася І Мітрідатова війна. Користуючись тимчасовою слабкістю Рима, понтійський цар Мітрідат VI Євпатор швидко захопив великі володіння на Сході. У 88 р. до н. е. в Ефесі він видав таємний наказ про винищення усіх римлян та італиків на захоплених їм територіях. Цілей в цієї різні було декілька:
- Знищення римських громадян та італиків як провідників римського впливу.
- Поповнення царської скарбниці за рахунок майна страчених.
- Прагнення царя прив'язати до себе і назавжди відірвати від Риму жителів міст, які взяли участь у різні римлян та італиків.[1]

## Різанина
Понтійський цар ретельно спланував знищення такої великої кількості людей. Для цього він розіслав підвласними містами таємний наказ:

Зачекавши тридцять днів, відразу всім напасти на перебуваючих у них римлян і італійців, на них самих, на їх дружин і дітей і відпущеників, які будуть італійського роду, і, убивши їх, кинути їх без поховання, а все їхнє майно поділити з царем Мітрідатом. Він оголосив і покарання тим, хто їх буде ховати або вкривати, і нагороди за донос тим, хто викриє або вб'є приховують; рабам за показання проти панів — свободу, боржникам по відношенню до кредиторів — половину боргу. Такий таємний наказ він послав одночасно всім, і коли настав цей день, то по всій Азії можна було бачити найрізноманітніші картини нещасть.
Аппіан
У провінціях і васальних державах до римських громадян довгий час ставилися вкрай негативно, оскільки грабіжницький характер римської політики щодо провінцій був очевидний всім. Особливе обурення провінціалів викликала діяльність римських відкупників-публиканів, викачуючих гроші з країни в небачених раніше масштабах, застосовуючи при цьому найжорстокіші методи примусу, аж до продажу неплатників в рабство. З цієї причини, коли було оприлюднено наказ Мітрідата, в масових вбивствах римських громадян і італіків найактивнішу участь взяло місцеве населення, яке бачило в римлянах представників чужоземної окупаційної влади. Крім Ефеса масові вбивства відбувалися в Адрамітіоне, Кавн, Пергамі і Трал. Як правило, винищення мало найнещадніший характер: всупереч давньому звичаю, гарантувавшому недоторканність всіх хто ховався в храмах, жителі Ефеса свідомо пішли на святотатство проти храму Артеміди і нещасних, що трималися за зображення богині, вбили прямо на місці. У Пергамі подібним же чином було вбито тих, сховавшихся в храмі Асклепія римлянів, яких там перестріляли з луків.
Такі ж злочини творилися в безлічі інших міст:

Адрамідтійци, вийшовши в море, вбивали тих, які збирався врятуватися вплав, і топили в морі маленьких дітей. Жителі Кавн, після війни з Антіохом стали підданими і данниками родосців і незадовго до цього від римлян отримали свободу, відтягуючи від статуї Гестії тих римлян, які бігли в храм Гестії в будівлі Ради, спочатку вбивали дітей на очах матерів, а потім і їх самих, і слідом за ними і чоловіків. Жителі Трал, не бажаючи стати власноручними виконавцями такого злочину, найняли для виконання цієї справи пафлагонця Феофіла, людину дику, і Феофіл, зібравши всіх римлян разом в храм Згоди, став їх там вбивати і у деяких, обнімаючих статуї богів, відрубував руки. Таке лихо спіткало колишніх в Азії італійців і римлян, всіх разом — і чоловіків, і дітей, і жінок, і вільновідпущених, і їх рабів, які були італійського походження. І в цьому випадку особливо було ясно, що Азія не внаслідок страху перед Мітрідатом, але швидше за внаслідок ненависті до римлян здійснювала проти них такі жахливі вчинки.
- Аппіан

За різними оцінками, у результаті різні загинуло від 80 до 100 тис. людей. Максимальна оцінка кількості жертв у 150 тисяч належить Плутарху, але ряд істориків вважає її завищеною.

## Наслідки
Понтійський цар Мітрідат використовував конфісковані у загиблих римлян цінності для поповнення власної скарбниці. Настільки нечуваний злочин змусив римське суспільство згуртуватися і направити для боротьби з Понтійським царством потужну армію.